# サンタルバン＝シュル＝リマニョル
サンタルバン＝シュル＝リマニョル （Saint-Alban-sur-Limagnole、オック語:Sench Aubanh）は、フランス、オクシタニー地域圏、ロゼール県のコミューン。

## 地理
赤い砂岩と多様な粘土が崩落してできた盆地は北のマルジューまで伸びており、その中心に村落は位置する。トリュイェール川の支流リマニョル川が村落を横切る。町はマルジュリド地方へと抜ける出口の南側、城の周囲につくられている。教会は、イングランド最古のキリスト教殉教者、聖アルバンに捧げられている。
フランスのサンティアゴ・デ・コンポステーラの巡礼路である、ル・ピュイの道がコミューンを通過する。

## 歴史

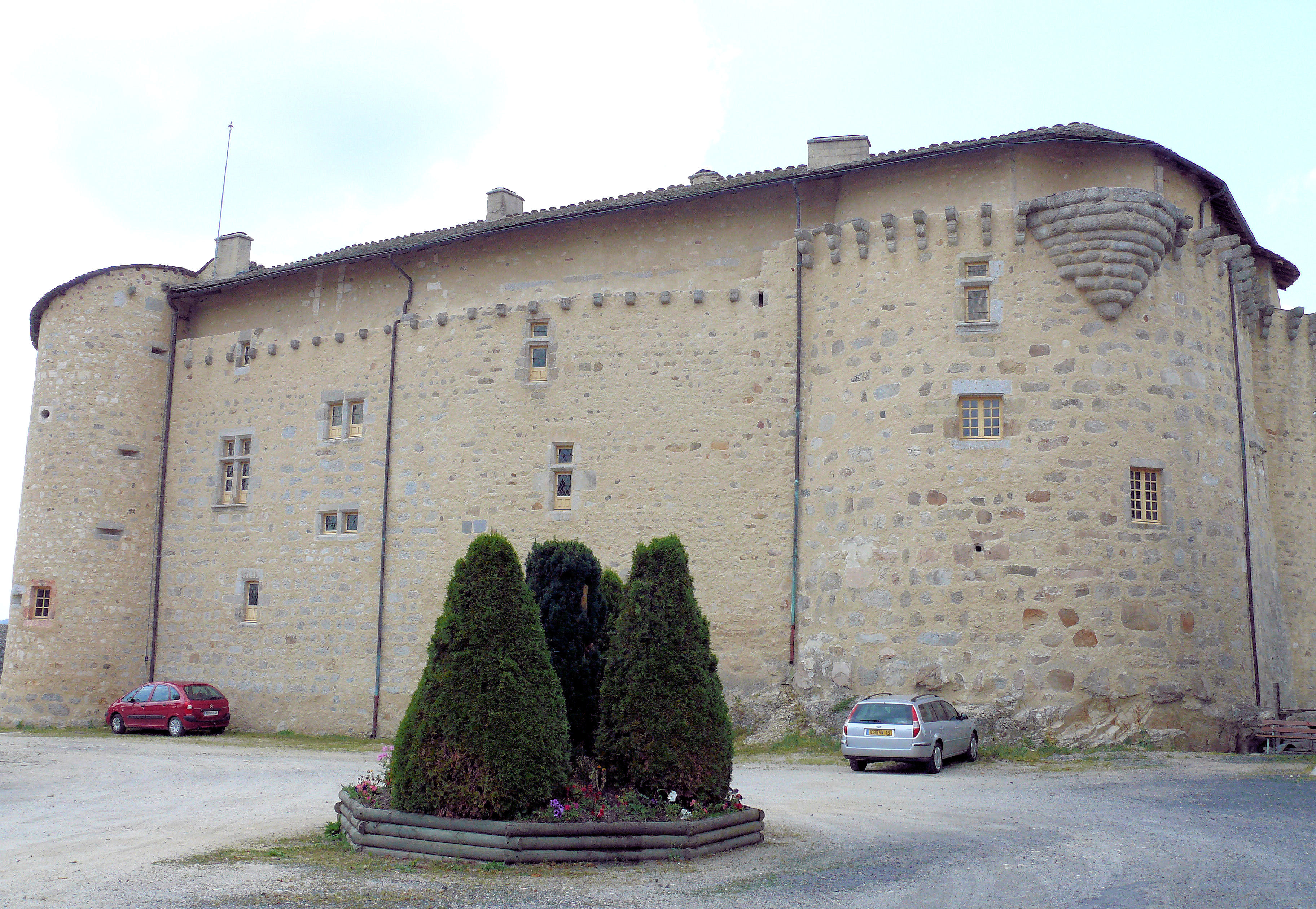

サンタルバンは最初、1245年頃に建てられた封建時代の城であった。1364年にこの城はイングランド軍が攻略している。中世には、ジェヴォーダン地方にある12の男爵領の1つであった。16世紀、カルヴィソン家は要塞の近くに不規則な四角形の広大な城と、隣接する四辺が不均等な大きな塔を建てた。堀が塀に囲まれた土地の外にめぐらされ、跳ね橋を渡らなければならなかった。
第二次世界大戦中、城にポール・エリュアールが滞在していた。

## 人口統計
| 1962年 | 1968年 | 1975年 | 1982年 | 1990年 | 1999年 | 2006年 | 2011年 |
| ------ | ------ | ------ | ------ | ------ | ------ | ------ | ------ |
| 2342   | 2309   | 2245   | 2128   | 1928   | 1598   | 1519   | 1500   |

参照元:1999年までEHESS、2004年以降INSEE